# Tunicieri
Tunicierii (Tunicata) sau urocordatele (Urochordata) este o subîncrengătură de animale cordate marine planctonice sau bentonice care au notocordul și cordonul nervos dorsal tubular prezente doar în stadiul larvar. Sunt cele mai primitive cordate. Animalele adulte au corpul în formă de urnă sau sac învelit într-o tunică protectoare polizaharidică. Sunt animale hermafrodite, se înmulțesc sexuat și asexuat prin înmugurire. Larvele înoată liber și au aspect de mormoloci. Tunicierii se împart în trei clase: Ascidiacea (ascidii) care include 2500–2800 specii sesile, Thaliacea, cuprinde 73 specii pelagice și Larvacea, care cuprinde 64 specii pelagice la care forma larvară se menține și la maturitate.